# RCW 54
RCW 54 est un vaste complexe de nébuleuses en émission visible dans la constellation australe de la Carène.

## Observation
On l'observe dans la partie occidentale de la constellation, dans la région de l'Arc de la Carène, près de la nébuleuse de la Carène dont elle apparaît séparée d'un peu plus d'un degré. Au-delà de la portée des jumelles, il peut être observé et photographié à travers un télescope à grand champ, bien qu'il apparaisse toujours comme un objet relativement faible. Sa déclinaison est fortement méridionale, cela signifie que son observation depuis les régions du nord est impossible en dehors des régions tropicales. Depuis l'hémisphère sud, on peut cependant l'observer presque toutes les nuits de l'année. La meilleure période pour l'observer dans le ciel du soir est de février à juin.

## Structure
Selon la nomenclature attribuée par le catalogue RCW, cette nébuleuse est composée de deux parties principales, indiquées comme RCW 54a et RCW 54b. Le catalogue de Gum ne le considère cependant pas comme un objet unique, mais le divise en plusieurs parties, répertoriées séparément : Gum 34a et Gum 34b sont les sections centrales les plus proches de la nébuleuse de la Carène, Gum 35 est la section sud et n'est probablement pas physiquement liée aux autres, Gum 36 est la section la plus septentrionale et Gum 37 est un segment situé au sud du précédent. C'est également pour cette raison que, dans les publications les plus récentes, les scientifiques préfèrent identifier les différentes régions nébuleuses de manière unique par leurs coordonnées galactiques.
La section centrale, celle indiquée comme Gum 34, est souvent citée avec les acronymes G289.1+0.1 et G289.6+0.5. Ce système nébuleux est composé d'un ensemble de filaments nébuleux brillants excités par le rayonnement d'une ou plusieurs étoiles massives situées à proximité. Gum 37 (G290,6+0,3) est en revanche la section la plus en contact avec l'amas NGC 3572, par les étoiles les plus massives avec lesquelles elle est ionisée. Ces étoiles sont cependant situées du côté opposé de l’amas par rapport au nuage. Gum 37 montre des signes clairs d'expansion : les composants les plus brillants et les plus chauds de l'amas sont deux géantes bleues indiquées par les acronymes HD 97222 et HD 97166 et seraient, par l'action de leur fort vent stellaire, responsables de l'expansion observée dans le gaz de Gum 37. Ce nuage est également signalé dans le catalogue Avedisova des régions de formation d'étoiles avec le code 2373 et est indiqué comme associé à la source de rayonnement infrarouge IRAS 11076-5954,.
Les différents composants de RCW 54 apparaissent immergés dans un milieu interstellaire riche en hydrogène diffus, au sein d'une immense enveloppe d'hydrogène neutre (région HI) qui montre des signes d'expansion. Les filaments de gaz ionisé décrits jusqu'ici ont tendance à avoir leur concavité tournée vers une région qui est également considérée comme le centre géométrique de cette enveloppe de gaz neutre. Comparées à la distance moyenne de 2 800-2 900 parsecs, les dimensions de cette structure seraient de 200 × 260 parsecs. Son origine serait due à l'action combinée du vent stellaire des composantes massives de Carina OB2 (en) et de NGC 3572. En fait, il s'agirait donc d'une énorme bulle de vent stellaire.
Les étoiles les plus massives de la région forment l'association Carina OB2, une grande association OB qui peut inclure jusqu'à 470 étoiles de classe O, B et A, centrée autour de l'amas NGC 3572. Selon certaines études, même les amas proches NGC 3590, Hogg 11 et Tr 18, situés à la limite sud de la région à la même distance du précédent, seraient physiquement liés à cette association, tandis que le Cr 240 voisin constituerait probablement une association OB distincte.